# Смотриковский сельский совет (Пирятинский район)
Смотриковский сельский совет (укр. Смотриківська сільська рада) — входит в состав
Пирятинского района
Полтавской области
Украины.
Административный центр сельского совета находится в 
с. Смотрики.

## Населённые пункты совета
- с. Смотрики

## Ликвидированные населённые пункты совета
- с. Гришковка